# Jabal Gral
Jabal Gral är ett berg i Förenade Arabemiraten.   Det ligger i emiratet Fujairah, i den nordöstra delen av landet, 200 kilometer öster om huvudstaden Abu Dhabi. Toppen på Jabal Gral är 615 meter över havet, eller 7 meter över den omgivande terrängen. Bredden vid basen är 0,12 km.
Terrängen runt Jabal Gral är huvudsakligen lite bergig. Närmaste större samhälle är Fujairah, 12,1 kilometer nordost om Jabal Gral.
Trakten runt Jabal Gral är ofruktbar med lite eller ingen växtlighet.  Trakten runt Jabal Gral är ganska tätbefolkad, med 52 invånare per kvadratkilometer.